# Akialoa d'Oahu
Espèce
Statut de conservation UICN

EX : Éteint
L'Akialoa d'Oahu (Akialoa ellisiana), aussi appelé Hémignathe à long bec et Hémignathe d'Oahu, est une espèce éteinte d'oiseau de la famille des Fringillidae. L'espèce était endémique de l'île d'Oahu dans l'archipel d'Hawaï. L'espèce a longtemps été considérée comme une sous-espèce du Grand Akialoa. Elle a disparu au XXe siècle, victime de la déforestation et de la grippe aviaire.